# Labour Day-orkanen 1935

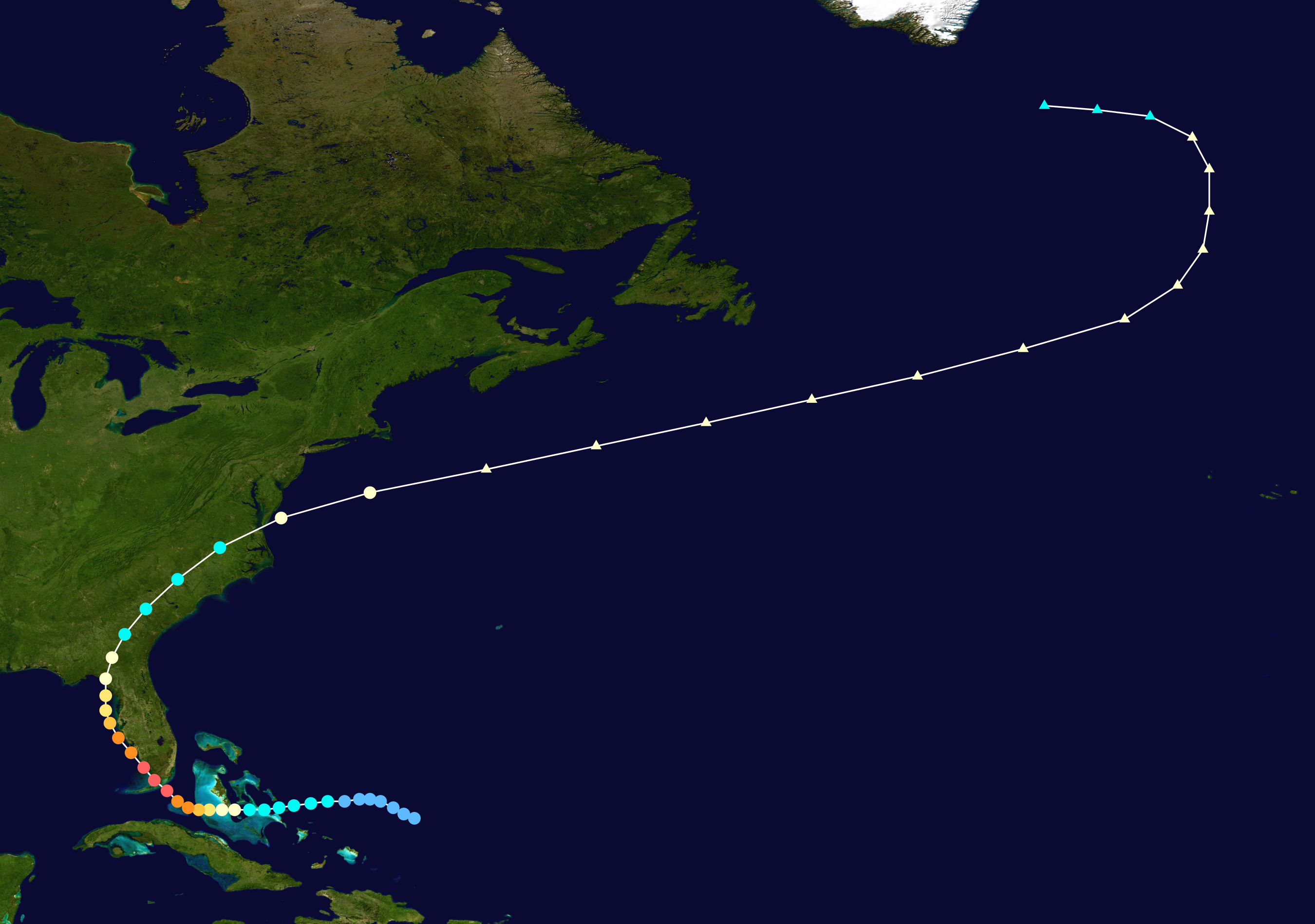
Orkanens bana

Labour Day-orkanen 1935 var en oerhört kraftig tropisk cyklon som i september 1935 drabbade framförallt Florida. Tropiska cykloner fick inga formella namn före 1950-talet. Ovädret är en av tre tropiska orkaner (hurricanes) av högsta kategorin, kategori fem på Saffir–Simpson-orkanskalan, som drabbat USA och ovädret rankas tillsammans med orkanen Camille som den kraftigaste tropiska cyklonen som någonsin drabbat USA.
Orkanen skulle bli en av de allra kraftigaste tropiska cykloner som någonsin registrerats på västra halvklotet föddes som ett tropiskt lågtryck öster om Bahamas öar i slutet av augusti 1935. Ovädret rörde sig nästan rakt västerut och intensifierades snabbt. På kvällen 2 september, på Labor Day, nådde orkanens centrum (det så kallade ögat) fram till ögruppen Florida Keys strax söder om Floridas fastland.
Lufttrycket hade nu sjunkit till 892 hektopascal (millibar). Det är det tredje lägsta lufttrycket som någonsin uppmätts i en tropisk cyklon på västra halvklotet, endast överträffat av Orkanen Wilma 2005 och Orkanen Gilbert 1988. Den högsta uppmätta officiella medelvinden var 160 mile per timme, drygt 70 meter per sekund eller cirka 260 kilometer per timme. 
Senare undersökningar har emellertid visat att vindhastigheten troligen var betydligt högre. NOAA (USA:s motsvarighet till SMHI) anger numer officiellt högsta varaktiga medelvinden (1 minut till 185 mile per timme (83 m/s, nästan 300 km/h) med vindbyar på över 90 m/s (+ 324 km/h). De senaste undersökningarna som gjorts av detta extrema oväder tyder på en sannolik vindhastighet (medelvind 1 minut) på åtminstone 200 miles per timme (90 m/s) med vindbyar på över 100 m/s (+360 km/h). Ovädret förstörde i stort sett all bebyggelse på öarna. Orkanen var dock liten, radien på orkanvindarna var bara ca 40 km, mätt från ögat så de värsta skadorna inskränkte sig till en relativt liten area. Floridas fastland klarade sig mycket bättre.
Efter att ha hemsökt Keyöarna ändrade cyklonen kurs och nådde nordvästra Florida som en kategori 2-orkan två dagar senare. Totalt krävde Labour day orkanen minst 423 dödsoffer, nästan samtliga på Florida Keys.

## Orsaker till orkanens extrema styrka
Det som i första hand bestämmer vindhastigheten i alla lågtryck är lufttrycket i ovädrets centrum. Det är skillnaden mellan lufttrycket i lågtryckets centrum och dess "omgivning" som generar vinden. Därför kommer vindhastigheten att öka ju lägre lufttrycket är. I Labour day orkanen förstärktes denna effekt p.g.a. att orkanen var liten vilket medförde en mycket stor tryckgradient, d.v.s. mycket stor skillnad i lufttrycket på en kort distans.
Om orkanen verkligen hade en varaktig medelvindhastighet (1 minut) på 90 m/s eller mer är det den högsta vindhastigheten som någonsin registrerats i en tropisk cyklon på västra halvklotet och kanske även hela världen. För få en uppfattning hur mycket 90 m/s i medelvind är kan följande jämförelser göras:
- Gränsen för orkan går vid 33 m/s (119 km/)
- Orkanen Gudrun nådde som mest 35-40 m/s i vindbyarna
- Vindhastigheten i en F5/EF5 tornado (högsta nivån) enligt EF-skalan (Enhanced Fujita scale) överstiger 200 miles per timme vilket är tillräckligt för att, oavsett konstruktion totalförstöra praktiskt taget allting. Vindhastigheten i orkanen var i så fall jämförbar med en EF5 tornado i jätteformat.[1][2]

Källa: Wikipedias engelskspråkiga sajt.